# Acianthera melanoglossa
Acianthera melanoglossa är en orkidéart som först beskrevs av Carlyle August Luer och Rodrigo Escobar, och fick sitt nu gällande namn av Carlyle August Luer. Acianthera melanoglossa ingår i släktet Acianthera och familjen orkidéer. Inga underarter finns listade i Catalogue of Life.